# Rassem Yahya
Rassem Yahya (* 24. August 1938) ist ein aus Palästina stammender syrischer Basketballnationalspieler und deutscher Basketball-Bundesligaspieler. In seiner Jugend war er ein sehr guter Weitspringer (> 7,00 m). Während seiner Zeit als Erstligaspieler in Mainz und Heidelberg (Oberliga Südwest) schloss er sein an der Johannes Gutenberg-Universität Mainz begonnenes Medizinstudium ab, promovierte im Jahr 1964 an der Ruprecht-Karls-Universität Heidelberg und absolvierte nach der Approbation eine ärztliche Weiterbildung, die zum Facharzt für Chirurgie führte. In Osnabrück war er, noch während seiner aktiven Zeit als Bundesligaspieler, zunächst als Stationsarzt, später als Oberarzt und nach dem Ende seiner Basketballkarriere – vor Beginn seiner freiberuflichen Tätigkeit in eigener Facharztpraxis in Erkelenz – in der Freien und Hansestadt Hamburg als Chefarzt tätig.

## Leben und Sportlerkarriere
Rassem Yahya (1,75 m) war ein schneller, äußerst sprungstarker Angriffsspieler. Er galt als ein besonders treffsicherer Distanzschütze sowie abschlussstarker Korbangreifer, auch in extrem schwierigen Angriffsituationen, und radikal durchsetzungsstarker Fastbreakspieler. Seine Spielweise galt als elegant, spektakulär und für die Zuschauer außerordentlich attraktiv. Aufgrund seiner Sprungstärke war Yahya beim Durchbruch zum Korb in der Lage, den Zeitpunkt des Korbwurfes nach dem Absprung extrem zu verzögern. Er war einer der wenigen Spitzenspieler in Deutschland, die beim Korbangriff den Ball stets mit viel Drall „hart“ ans Brett brachten, um mithilfe der Ballrotation einen hohen Grad an Kontrolle des Balles zu erreichen. Yahya spielte im Angriff, je nach taktischem Konzept, in der Regel auf der zweiten Spielmacherposition oder etwas in den Rückraum zurückgenommen auf dem linken Flügel. Nach Einschätzung von Basketballexperten war Rassem Yahya zu seiner Zeit viele Jahre der beste in Deutschland, im Bereich des Deutschen Basketball Bundes (DBB), spielende Basketballer. Er wurde in Presseartikeln vielfach als „Basketball-Virtuose“ bezeichnet. Rassem Yahya spielte sieben „große Finale“ des DBB.
TV 1817 Mainz
Im Zeitraum 1959 bis 1961, zwei Spielzeiten, spielte der ehemalige syrische Nationalspieler – das stets erfolgreiche Spiel des Topscorers fand dabei bundesweit großes Interesse – in der Oberliga Südwest, der damals höchsten deutschen Spielklasse des DBB, in der ersten Phase seines Aufenthaltes in der Bundesrepublik Deutschland, zunächst für den Mainzer TV 1817 e. V.
USC Heidelberg
Anton Kartak, in der Oberliga-Saison 1959/1960 Headcoach des Universitäts Sportclub Heidelberg 1899 e. V. (USC), wurde auf Rassem Yahya aufmerksam, nachdem die Spieler des amtierenden Deutschen Basketball-Meisters des DBB in Mainz, gegen das Team des TV 1817 Mainz, mit 67:60 ihr einziges Spiel in dieser Spielzeit verloren. Der Mainzer Medizinstudent war in diesem Spiel der überragende und der für die Mainzer Basketballer spielentscheidende Spieler auf dem Parkett. Dem späteren Sportwart und Präsidenten des Deutschen Basketball Bundes gelang es zur Oberliga-Saison 1961/1962, den Ausnahmebasketballer Yahya dazu zu bewegen, sein Studium in Heidelberg fortzusetzen und für den USC Heidelberg in der Oberliga-Südwest sowie im Europapokal der Landesmeister zu spielen.
Mit dem USC Heidelberg wurde Rassem Yahya am Ende der Spielzeit 1961/1962 Meister des Deutschen Basketball Bundes. Das Finale gewannen die Heidelberger Basketballer in Wiesbaden gegen das Team der Alemannia Aachen 69:65 (27:36), die Aachener mit ihren „Stars“ John Loridon (Belgien) und Gene Moss (USA) sowie den DBB-Nationalspielern Rolf Bader, Hans Brydniak, Hans Grüttner oder Klaus Schulz. Rassem Yahya erzielte in diesem DBB-Finale zusammen mit Klaus Weinand zweiundvierzig Punkte (Für den USC Heidelberg war es die sechste DBB-Meisterschaft, in direkter Folge.).
Im FIBA Europapokal der Landesmeister spielte Rassem Yahya mit dem USC Heidelberg in der „First Round“ 1962 gegen BBC Etzella (Luxemburg) und schied mit seinen Teamkameraden im Achtelfinale gegen den späteren Halbfinalisten des Wettbewerbs ASK Olimpija Ljubljana (Slowenien), unter anderem mit Ivo Daneu, nach Hin- und Rückspielen aus (In der Spielzeit 1962/1963 verzichtete der USC Heidelberg an der Teilnahme am FIBA Europapokal der Landesmeister.).
Zu den Mannschaftskameraden des aus Palästina stammenden Basketballers gehörten beim USC Heidelberg in der Zeit von 1961 bis 1965: Phil Day, Günter Ehrt, Ludwig Gundacker, Volker Heindel, Dietfried Kienast, Werner Lamade, Jürgen Langhoff, Hans Leciejewski, Jürgen Loibl, die Brüder Fritz und Hannes Neumann, Klaus Perignon, Gerd Pflaumer, Oskar Roth (Spielertrainer 1961/1962 und 1962/1963), Peter Spaeder, Horst Stein, Harald Ströming, Klaus Urmitzer, Til Westermann und Manfred Ziegler (Die Spieler Heindel und H. Neumann konnten, sechs Meisterschaften in direkter Folge, mit ihrem Club sieben Mal die Deutsche Basketball-Meisterschaft des DBB erreichen.). Trainer beim USC Heidelberg in diesem Zeitraum waren Oskar Roth und Theodor Schober.
VfL Osnabrück

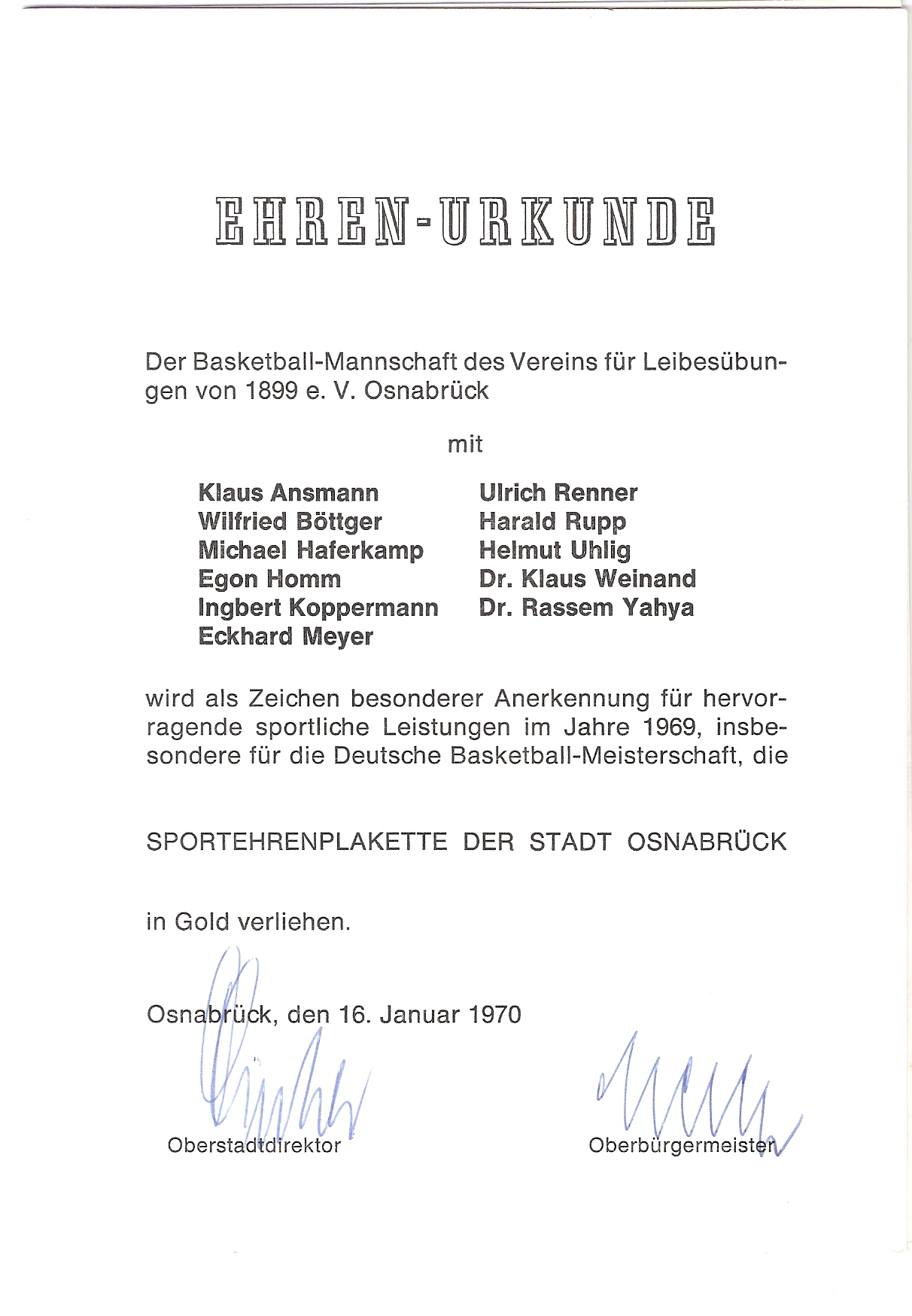
Sportehrenplakette der Stadt Osnabrück in Gold, verliehen am 16. Januar 1970

1965, eine Spielzeit vor Gründung der zweigeteilten Basketball-Bundesliga, wechselte Rassem Yahya zu den Basketballern des VfL Osnabrück (VfL), mit deren Bundesligateam er 1967 erster Pokalsieger des DBB und 1969 Meister des Deutschen Basketball Bundes wurde. Mit dem VfL Osnabrück – in der Amtszeit des VfL-Präsidenten Friedel Schwarze war der VfL mit zwei seiner Männermannschaften in den Bundesligen des Deutschen Basketball Bundes und Deutschen Tischtennis-Bundes erfolgreich vertreten – stand er insgesamt sechs Mal in einem „großen Finale“ des DBB. Neben dem Pokalsieg 1967 und der Meisterschaft 1969 konnte Rassem Yahya mit seinen VfL-Teamkameraden in den Jahren 1967 und 1968 die Vize-Meisterschaft des DBB, in beiden Finalen wurde gegen den MTV Gießen gespielt, sowie in den Jahren 1969 und 1970 im DBB-Pokalfinale, hinter dem MTV Gießen und TuS 04 Leverkusen, der zweite Rang erreicht.
Zweimal nahm er mit dem VfL-Meister-Team am Europapokal der Landesmeister beziehungsweise am Europapokal der nationalen Pokalsieger teil und spielte dabei gegen Slavia Prag, Solna Stockholm, Honvéd Budapest. 1968 konnten die VfL-Spieler im europäischen Wettbewerb der nationalen Pokalsieger das Achtelfinale erreichen.
Beim VfL Osnabrück spielte Rassem Yahya mit den Spielern Klaus Ansmann, Karel Baroch, Wilfried Böttger, Rolf Dieter, Volkmar Gaber, Hans Gröneweg, Michael Haferkamp, Egon Homm, Eckhard Husemann, Günter Kollmann, Ingbert Koppermann, Eckhard Meyer, Wolfgang Plock, Ulrich Renner, Harald Rupp, Helmut Uhlig und Klaus Weinand zusammen. In der Zeit von 1968 bis 1969 war Miloslav Kříž, ein promovierter tschechischer Jurist aus Prag, Headcoach der Osnabrücker Basketballer. Davor, in den Jahren 1965 bis 1967 wurde das Training der VfL-Basketballer vom Kapitän Helmut Uhlig geleitet.
Der Chirurg war in allen Spielzeiten stets der älteste Spieler des VfL-Bundesligateams. Er gehört mit Wilfried Böttger, Egon Homm, Ingbert Koppermann und Klaus Weinand zum Kernteam des VfL, dessen fünf Spieler bereits am 1. BBL-Spieltag im Herbst 1966 im VfL-Team spielten und in der Folge an allen Erfolgen des „legendären“ Osnabrücker Bundesliga-Teams beteiligt waren. Eine Besonderheit war, dass Rassem Yahya als Oberarzt des Stadtkrankenhauses Osnabrück während einer Reihe von Bundesligaheimspielen sich gemäß Nacht- und Wochenenddienst, nach Dienstplan, immer wieder als „Hintergrundarzt“ für die Klinik in Rufbereitschaft halten musste, um gegebenenfalls nach Anforderung kurzfristig zur Verfügung stehen zu können.
Nach den Endspielerfolgen des VfL-Teams, 1967 DBB-Pokalsieger und 1969 Deutscher Basketball-Meister des DBB, wurde Rassem Yahya zusammen mit seinen jeweiligen Teamkameraden vom Osnabrücker Oberbürgermeister Wilhelm Kelch (1959 bis 1972), jeweils im Rahmen einer gesonderten Ehrung im Friedenssaal des Osnabrücker Rathauses, „als Zeichen besonderer Anerkennung für hervorragende sportliche Leistungen“, die Sportehrenplakette der Stadt Osnabrück in Gold verliehen. Rassem Yahya gehört zu den Sportlern des VfL Osnabrück, Basketball- und Tischtennis-Bundesligaspieler, die für eine
„Goldene Ära des Osnabrücker Sports“ (Oberbürgermeister Kelch, im Januar 1970), in der zweiten Hälfte der 1960er Jahre, stehen.
Trivia
Nach dem Ende seiner Zeit als Basketball-Bundesligaspieler ist Rassem Yahya als Tennisspieler und besonders als Golfspieler (mit einstelligem Handicap) sportlich aktiv geblieben. In der zweiten Hälfte der 1970er Jahre, 1976 bis 1978, spielte er unter anderem mit ehemaligen Sportkameraden der Basketball-Bundesliga in einer „Freizeit-Basketballmannschaft“ mit gutem Erfolg in der Hamburger Stadtliga. Als Maxi-Basketballer war der Chirurg nie aktiv und hat an den DBB-Altersklassen-Turnieren der Bundesbestenspiele Basketball, weil er sich als Chirurg nicht einem besonderen Verletzungsrisiko aussetzen wollte, teilgenommen.

## Erfolge
Deutsche Meisterschaften (DBB)
- Deutscher Meister 1962 (USC)
- Deutscher Vize-Meister 1967 (VfL)
- Deutscher Vize-Meister 1968 (VfL)
- Deutscher Meister 1969 (VfL)

Pokalmeisterschaften
- DBB-Pokalsieger 1967 (VfL)
- DBB Vize-Pokalsieger 1969 (VfL)
- DBB Vize-Pokalsieger 1970 (VfL)